# Eretmapodites dracaenae
Eretmapodites dracaenae är en tvåvingeart som beskrevs av Edwards 1916. Eretmapodites dracaenae ingår i släktet Eretmapodites och familjen stickmyggor. Inga underarter finns listade i Catalogue of Life.